# Gem Spa
Gem Spa是美国艺术家尚-米榭·巴斯奇亞在1982年创作的画作。这是一幅自传类型的作品，画作中展现了一个人骑着自行车“沉溺在黑暗之中”。

## 背景
巴斯奎特曾是一名高产的街头涂鸦创作者，他以SAMO (SAMe Old shit)为笔名在市区进行了大量涂鸦创作。1980年初，巴斯奎特不再使用SAMO這個筆名，並轉型為一名职业画家。 Gem Spa创作于1982年，那时他正处于职业生涯中的转折点。
画中的人物被符号和字符围绕，包括tar（焦油）、asphalt（沥青）、motor area（运动区）、Gem Spa（地名）等字符。画中人物若隐若现的牙齿赋予了画作特别的深意。 观众看到的是年幼的发光的孩子试图挣脱美国黑人出生在布鲁克林区出生的美国黑人的命运，打破社会背决定论的束缚，试图跻身于顶级画家的行列，名垂千史。 只不过事与愿违，这幻想终究逃不过幻灭的命运。巴斯奎特的母亲因尝试自杀被迫接受治疗。 而尽管巴斯奎特努力尝试摆脱毒瘾，但最终还是无力挣扎，死于海洛因吸食过量。文章《发光的孩子》于1981年在《艺术论坛》发表，在文章中艺术评论家Rene Ricard说道：“我们是那个发光的孩子，且终其一生都在守护这个孩子，我们给自己套上成年人的外壳是为了保护这个孩子免受未知的、不受控制的外部力量影响。

## 分析
艺术博主Alain Truong分析道：“这个简笔画勾画的孩童形象，展示了一副具有特别深意的自画像。画作中展示的贫穷和迷惘是1982年的特征，因为在这一年，作者将要做出重大决策—改变他的笔名,从SAMO变成让·米切尔·巴斯奎特，这使得这幅作品的意义远不止是一副自画像，更是一部自传。”

### 黑色的使用
巴斯奎特的作品常因其丰富的色彩而大受好评，但当中黑色的运用也同样重要。“那些曾在1984年到访过他的工作室的人并没有认出眼前这幅满是黑色的作品，就是两天前那副复杂精巧的画作。巴斯奎特说‘我会稍微涂改，但不会改得面目全非，这就是我悔悟的方式。’” 麦当娜（Madonna）在和霍華德·斯特恩秀（Howard Stern）的一次采访中回忆道：“我俩分手的时候，他把送给我的画要回去，然后把它涂黑了。”Alain Truong在观赏画作《无名》（Gem Spa)时评论说：“他在帆布上作画时，就像在墙上涂鸦一样，一次次不断叠加，先前的图案在画布上隐约可见，向我们展示了过去的痕迹。”

### 字符的象征主义

#### 焦油
巴斯奎特曾说过他有时感觉自己就像焦油一样漆黑。 在他的作品中，黑色代表了他作为一名波多黎各和海地混血儿在成长过程中遭遇的种族歧视。 十一岁时，因为废除种族隔离公交项目，巴斯奎特和许多其他孩子一起乘坐公交从贫穷落后的黑人聚居区到更富裕的白人学区上学。 在这里他是显而易见的少数群体，也因此遭到来自同学的种族歧视。 因自身肤色而遭到排挤，巴斯奎特被迫直视他的种族文化。他几乎立马就对寻找自身的出身根源展示出独特的兴趣。 另外，tar(焦油)也象征了抑郁症，这疾病使得他被逼和母亲分开。 同时，tar也是一种特殊的海洛因的名称。 这幅画中发光的孩子被黑色环绕，而唯一的亮色来自人物本身。 画家将人物从幽深的黑色焦油中解救出来，为了使其成为Ricard口中的“发光的孩子”。

#### Asphalt (沥青)
Asphalt”指的是巴斯奎特17岁时，因为不良行为被父亲Gérard赶出了家门后经常流连的一条街道。Asphalt 也指他母亲的自杀行为。她曾驾驶汽车撞向墙壁，当时车上还坐着她的家人。那时的巴斯奎特只有11岁。 后来她被拘禁在精神病院，巴斯奎特也因此被迫和深爱的母亲分离，当时他的母亲年仅37岁。Asphalt还关联到他童年遭遇的一场意外。七岁时，他在街上玩耍的时候被车撞了，这场车祸让他在医院待了很长时间，他的脾脏也因此被摘除。 这种柏油还象征了作家杰克·凯鲁亚克（Jack Kerouac）所描述的道路，巴斯奎特经常阅读他的作品。 凯鲁亚克在1957年出版的作品《在路上》（On the Road）代表了渴望自由、对抗资产阶级价值观的精神，同时也象征着垮掉的一代。但是与Kerouac不同的是， Untitled（Gem Spa）的发光的孩子没有乘坐公共汽车和摩托车，而是骑着儿童自行车上路。

#### Gem Spa
“ Gem Spa”一词指的是同名的全天候开放的书报摊和烟草店。该店位于曼哈顿东村，是垮掉运动的中心，杰克·凯鲁亚克(Jack Kerouac)，艾伦·金斯伯格(Allen Ginsberg)和安迪·沃荷（Andy Warhol）等人经常光顾。 作为分发冷门刊物的报刊亭， Gem Spa在传播垮掉运动的思想方面有很大的影响力，也影响了当时的作家。巴斯奎特和艾伦·金斯伯格（Allen Ginsberg）认识，艾伦在他最著名的一首诗歌中提到了Gem Spa，“雨后潮湿闷热的沥青路，泛滥的垃圾”。 1966年，《乡村之声》授予了Gem Spa “东村的官方绿洲”之称。 同时，它也被称为“嬉皮聚集地”。金斯伯格称这家商店为城市的“神经中心”。 Gem Spa在整个1970年代和1980年代一直保持着有影响力的地位，将迷幻文化和朋克文化传遍纽约。 这家商店出现在史上第一张朋克专辑的封面上， 那是纽约娃娃乐队（New York Dolls）的专辑， 一个巴斯奎特认识并赞赏的乐队。 巴斯奎特创作了大量的作品，推动了朋克视觉艺术的出现。 Gem Spa位于第二大道拐角处的圣马克广场（St Marks Place）36号，它一周七天不间断全天候开放，成为社会边缘人士和夜猫子们的聚会地点，并且是巴斯奎特在1982年常去的地方。巴斯奎特在位于Gem Spa旁的圣马克广场51号，51X画廊展出了他的第一批作品。

#### Motor Area(运动区)
巴斯奎特的标志性图案“王冠”没有出现在这幅画中。取而代之的是，观看者能在人物的额头上看到“ 运动区（Motor Area）”字样。  “运动区”指的是格雷在《格雷式解剖学》一书中描述的运动皮层的功能。巴斯奎特7岁被汽车撞倒而住院时，从其母亲那里得知了这个词。 亨利·格雷在这本书中将运动区域定义为协调自愿运动执行的大脑部分。

#### Hobo Signs(游民标志)
画中有五个箭头指向同一个方向—向前。其中两个是平行的，被自行车把手和人物的手臂包围。亨利·德雷夫斯 (Henry Dreyfuss)的书强调说这种特定的图案安排意味着危险，“快速离开，因为hobos在这个区域并不受欢迎”。另一个箭头躺在地上，这是唯一一个毛绒绒的箭头，类似针筒的形状。Hobos是指无业游民，他们第一次出现是在美国内战后，在大萧条时期成为了常态。查理卓别林在他1915年的电影《流浪汉》中扮演了一个经典的无业游民的形象。Hobo 图案是一些秘密标记，给旅行者们提供关于安全及庇护所的重要信息。德雷夫斯的《符号手册（The Symbol Sourcebook）》，特别是其中的hobo标志是巴斯奎特作画时经常使用的参考资料。

#### 牙齿
这幅图里藏有文字。仔细观察图画，就能看到人物的牙齿里藏着的字母，把它们拼起来就是“有牙齿（have teeth）”。这个简笔画人物有着一个宽下巴，“通过字母排列勾画出牙齿”。 这种刻画牙齿的方式在巴斯奎特的作品中反复出现。对于巴斯奎特来说，牙齿代表着说话发声的能力，“有牙齿（have teeth）意味着能够发言。”Jane Rankin-Reid 观察到巴斯奎特经常使用与语言表达相关的词，例如喉咙、嘴巴和牙齿。 她写道“言论是巴斯奎特的哭喊声，也是一位行星勇士的哭声。”博物馆馆长Marie-Claire Ades写道：“在1980年代的背景下，让·米切尔·巴斯奎特觉得是时候向世界宣告一个全新的字词了。通过绘画来寻回一个描绘人物的正式的词语，“象形文字”和“神话文字”起源于一个族群表达自我的欲望。选择将绘画作为投射内心世界的窗口，一个书写表达的绝佳选择，巴斯奎特加入了杜布菲和汤伯力的阵营。跟随这些伟大艺术家的步伐，他的艺术扎根于某一个存在主义的维度并最终走向世界。”